# Cantonul Guérande
Cantonul Guérande este un canton din arondismentul Saint-Nazaire, departamentul Loire-Atlantique, regiunea Pays de la Loire, Franța.

## Comune
- Guérande (reședință)
- Mesquer
- Piriac-sur-Mer
- Saint-André-des-Eaux
- Saint-Molf
- La Turballe